# Maria Oster
Maria Oster (* 12. Juni 1916 in Bregenz, Vorarlberg; † 25. März 2005 ebenda) war eine österreichische Schriftstellerin.

## Leben
Oster war Angestellte bei der Vorarlberger Landesregierung. Sie arbeitete zudem über 50 Jahre lang als freie Mitarbeiterin bei den Vorarlberger Nachrichten.
Sie begann früh zu schreiben, zuerst Scherzgedichte, improvisierte Märchenstücke, Lustspiel- und Reigenaufführungen. Sie verfasste unter anderem Weihe- und Festspiele. Des Weiteren veröffentlichte sie mehrere Hörspiele und zahlreiche Erzählungen für Tageszeitungen.

## Werke
- Die Kapelle (1947)
- Boten aus anderer Welt (1965)
- Heimatliche Wunderwelt (1984)
- Der Glückwunschbote (1952)